# Petrobius lohmanderi
Petrobius lohmanderi is een rotsspringersoort uit de familie van de Machilidae. De wetenschappelijke naam van de soort is voor het eerst geldig gepubliceerd in 1944 door Agrell.